# Mezon éta
Mezon eta (η) a primární eta (η′) jsou mezony složené ze směsi kvarků u, d, s a jejich antikvarků. Eta mezony c (ηc) a b (ηb) jsou formy kvarkonia; mají stejný spin a jsou vlastně stejné jako lehčí eta mezony, ale jsou složeny z kvarků c a b. Kvark t je příliš těžký na to, aby vytvořil obdobný mezon (t eta mezon, symbol ηt), protože velmi rychle podléhá rozpadu.
Eta byl objeven při pion-nukleonových srážkách v Bevatronu roku 1961.